# Matones sobre ruedas
Matones sobre ruedas (en húngaro: Tiszta szívvel) es una película de crimen de comedia negra húngara de 2016 dirigida por Attila Till. Fue seleccionada como la entrada húngara a la Mejor Película Internacional en la 89.ª edición de los Premios de la Academia, pero no fue nominada.

## Sinopsis
Tres jóvenes en silla de ruedas, inseguros de su futuro y sin apoyo familiar, deciden convertirse en asesinos a sueldo. 

## Reparto
- Szabolcs Thuróczy como Rupaszov
- Zoltán Fenyvesi como Zolika
- Ádám Fekete como Barba Papa
- Mónika Balsai como Zita
- Lídia Danis como Évi